# Amstel Gold Race 1973
La 8.ª edición de la Amstel Gold Race se disputó el 7 de abril de 1973 en la provincia de Limburg (Países Bajos). La carrera constó de una longitud total de 238 km, entre Heerlen y Meerssen.
El vencedor final fue el belga Eddy Merckx (Molteni) fue el vencedor de esta edición al imponerse en solitario en la línea de meta de Heerlen. Los también belgas Frans Verbeeck (Watney-Maes) y Herman Van Springel (Rokado) fueron segundo y tercero respectivamente. 

## Clasificación final
| Pos. | Ciclista               | Equipo                     | Tiempo     |
| ---- | ---------------------- | -------------------------- | ---------- |
| 1    | Eddy Merckx            | Molteni                    | 6h 38' 16" |
| 2    | Frans Verbeeck         | Watney-Maes                | + 3' 13"   |
| 3    | Herman Van Springel    | Rokado                     | + 3' 15"   |
| 4    | Joop Zoetemelk         | Gitane-Frigecreme          | + 3' 49"   |
| 5    | Hennie Kuiper          | Rokado                     | + 4' 15"   |
| 6    | Albert van Vlierberghe | Rokado                     | + 5' 35"   |
| 7    | Ronald De Witte        | Flandria-Shimano-Carpenter | + 5' 40"   |
| 8    | Freddy Maertens        | Flandria-Shimano-Carpenter | + 5' 59"   |
| 9    | Walter Godefroot       | Flandria-Shimano-Carpenter | + 8' 05"   |
| 10   | Santiago Lazcano       | KAS                        | + 8' 10"   |